# グレートマジンガー対ゲッターロボG 空中大激突
- グレートマジンガー > グレートマジンガー対ゲッターロボG 空中大激突
- ゲッターロボG > グレートマジンガー対ゲッターロボG 空中大激突

『グレートマジンガー対ゲッターロボG 空中大激突』（グレートマジンガーたいゲッターロボジー くうちゅうだいげきとつ）は、1975年に東映まんがまつりで上映された日本のアニメーション映画作品。

## 概要
永井豪原作の『グレートマジンガー』と『ゲッターロボG』のクロスオーバー作品。本作ではテレビ版『ゲッターロボ（第51話（最終回）「恐竜帝国のほろびる日」）』およびテレビ版『ゲッターロボG（第1話「甦れゲッターロボ!!」）』とは異なるムサシの最期と新ゲッターロボへの交替劇が描かれている（ゲッタードラゴンのみ登場し、ゲッターライガーとゲッターポセイドンは登場していない）。またグレートマジンガー側では、テレビ版（第47話「必殺!! 超高速グレート・ブースター!!」。本作劇場公開初日の翌日である「7月27日」に初放映）に先駆けてグレートブースターが登場している。
登場する敵勢力についても、直接の前作である劇場版「グレートマジンガー対ゲッターロボ」同様、それぞれのTVシリーズに登場していた超古代文明残存武装勢力「ミケーネ帝国」・先住種族（頭部の角以外は人類と外見が酷似）地球文明「百鬼帝国」（および各作品の前作シリーズに登場していたオーバーテクノロジー武装カルト集団「地下帝国（Dr.ヘル軍団）」・先住種族地球文明「恐竜帝国」）とは全く繋がりの無い（本劇場作品でのみの）別個の集団（地球外異星人文明）となっている（但し、劇場版前作に登場した敵勢力と同一である事を示唆した記載資料は存在している（後述「ゲストキャラクター」節内「謎の侵略者」を参照の事））。
各作品の設定ではグレートマジンガーが身長25m、ゲッターロボG（ゲッタードラゴン）は50mとサイズに差があるが、本作中では演出上、同等のサイズに描かれている。
グレート側の支援ロボットで登場するのはビューナスAのみで、『マジンガーZ対暗黒大将軍』以来登場していたボスボロット（およびボスたち三人組）が初めて登場せず、またTV本編で既に登場していたロボットジュニアも登場しない。
なお英文タイトルは『Great Collision』で、直訳すると「大激突」となり、また「Great」はグレートマジンガーも意味しているので、珍しくゲッター側がタイトルに入っていない。

## ゲストキャラクター
空魔獣グランゲン
謎の侵略者がゲッターロボ迎撃に出撃させた、最初の宇宙怪獣。身長35m、体重280t。武器は両目から放つ怪光線と両肩に装備したブーメラン。いきなり空中でゲッター1に抱きついて地上へ墜落させようと狙うが、寸前でオープンゲット（分散）され振りほどかれる（この際、左腕と右脚を千切り飛ばされているが、ベアー号と激突する直前には再生している）。分散したゲットマシン各個に襲い掛かる中で、光線に目が眩んだムサシのベアー号と激突して共倒れとなり爆死した。
結合獣ボング
謎の侵略者が2番目に地球に送り込んだロボット怪獣で、羽田空港を宇宙船の発着基地にしようと暴れる。身長40m、体重600t。飛行速度はマッハ4。ロケットや戦車・軍艦などを寄せ集めたような姿をしており、武器は両目から放つ破壊光線と胸部の砲塔から放つ4万度の火炎砲、両脚を分離して放つミサイルなど（そのほかにも各砲塔からミサイルを発射しているカットがある）。バラバラにされても、各パーツが無事なら瞬時に元通りになる復元力を持つ。グレートブースター開発に合わせて整備中（劇中では改造と言われている）のグレートに代わって出撃してきたビューナスAを圧倒するが、ジュンの危機に急ぎ駆けつけたグレートのサンダーブレークを食らい爆散した。だがこの直後に現れた、ピクドロンの放った光の矢によってグレートの右腕が破壊され、実はグレートをおびき寄せるための囮だったことが明かされる。
光波獣ピクドロン
謎の侵略者が満を持して最後に地球へ送り込んだ怪獣型ロボット。身長28m、全身に400万ボルトの電流を持った光の表皮を纏った初期形態での武器は、口から放たれる光の矢と、伸縮自在の腕で相手を掴んでの電撃。光の矢は機械の内部に入ると内部で爆発する特徴があり、グレートの装甲である「超合金ニューZ」も容易く破壊してしまう。ビーム攻撃のエネルギーを吸収して巨大化するという特異な性質を持ち、その巨大化形態では胴体の複数の丸い突起部分からも光の矢を発射できる。グレートタイフーンで全身に纏っていた光の表皮が剥がされると、その下には機械獣や戦闘獣の様な怪獣型ロボットの正体を露にする。角から電撃を発して攻撃するが、その角もグレートブーメランで切断されたところへドラゴンのダブルトマホークで首を落とされ、更にグレートの新兵器であるグレートブースターによる体当たりで止めを刺され、爆発四散した。
なお一部書籍で“ピグドロン”との誤植が散見される。
謎の侵略者
地球に3体の宇宙怪獣を送り込んだ異星人。その目的はグレートとゲッターを倒し、地球を基地にして銀河系宇宙を征服すること。宇宙船から指令を送って宇宙怪獣を操っていることを鉄也に看破され、ドラゴンのゲッタービームを浴びて動けなくなったところへ新兵器グレートブースターを撃ち込まれて宇宙船もろとも爆死した。
宇宙怪獣の母船でもある宇宙船はマッハ8の速度で飛び、両翼の突起から破壊光線を発射する。
劇中では暗にしか関係性が語られていないが、前作『グレートマジンガー対ゲッターロボ』でギルギルガンを送り込んだ円盤の侵略者と同一の存在であることが当時の児童雑誌に記述されている。
なお漫画『ダイナミックヒーローズ』では、幻の映画企画『UFOロボ グレンダイザー対鋼鉄ジーグ』に登場する予定だったベガ星人の宿敵、「ダムドム星人」であるとの解釈が披露されている。

## キャスト
- 科学要塞研究所
  - 剣鉄也:野田圭一
  - 炎ジュン:中谷ゆみ
  - 兜剣造:柴田秀勝
  - 兜シロー:沢田和子
  - 所員:矢田耕司

- 早乙女研究所
  - 流竜馬:神谷明
  - 神隼人:山田俊司
  - 巴武蔵:西尾徳
  - 車弁慶:八奈見乗児
  - 早乙女博士:富田耕生
  - 早乙女ミチル:吉田理保子

- 予告編
  - ナレーター:柴田秀勝

## スタッフ
- 製作：今田智憲
- 企画:有賀健、横山賢二
- 原作:永井豪・石川賢とダイナミックプロ[2]
- 脚本:藤川桂介
- 音楽:渡辺宙明、菊池俊輔
- 原画：友永秀和、葛岡博、森利夫
- 動画：長崎重信、後藤紀子、山内昇寿郎、束田久美子
- 背景：阿部泰三郎、佐藤正行、沼井信朗、鳥本武
- トレース：前田峰子
- 仕上進行：高橋達雄
- 仕上検査：前田剛弘
- 特殊効果：岡田良明
- 撮影：菅谷信行
- 編集：鳥羽亮一
- 録音：池上信照 (タバック)
- 記録：的場節代
- 効果：石田サウンドプロ
- 選曲：宮下滋
- 演出助手：松浦錠平
- 製作進行：吉岡修
- 現像：東映化学
- 美術監督：福本智雄
- 作画監督：小松原一男
- 演出:明比正行

## 主題歌・挿入歌
オープニングテーマ「おれはグレートマジンガー」
作詞：小池一雄 / 作曲・編曲：渡辺宙明 / 歌：水木一郎、コロムビアゆりかご会
シリーズ前作『グレートマジンガー対ゲッターロボ』ではバックコーラス（コロムビアゆりかご会）の無いバージョンが使用されたが、本作ではTV版オープニングと同じバックコーラス入りバージョンを使用している。
また、挿入歌としてもバックコーラス入りバージョンが、グレート出撃シーンに使用されている。
挿入歌「ゲッターロボ!」
作詞：永井豪 / 作曲・編曲：菊池俊輔 / 歌：ささきいさお
TVシリーズ『ゲッターロボ』『ゲッターロボG』オープニング主題歌。
物語冒頭、謎の円盤迎撃のためゲッター1にチェンジするシーンに使用された。
挿入歌「われらのゲッターロボ」
作詞：和泉高志 / 作曲・編曲：菊池俊輔 / 歌：ささきいさお
新ゲットマシン初出動からゲッタードラゴンへの初合体シーンに使用。
TVアニメ『ゲッターロボG』のエンディングテーマ「不滅のマシン ゲッターロボ」とともに、「テレビまんがアクションシリーズ」17cmLPレコードのA面に、SE・セリフ無しの素の状態で収録された挿入歌。ほかに本作の劇場公開に合わせて『2大マシンダーの激突!!グレートマジンガーVSゲッターロボG』のタイトルで発売された混成盤（30cmLP）にも収録されている。
挿入歌「勇者はマジンガー」
作詞：小池一雄 / 作曲・編曲：渡辺宙明 / 歌：水木一郎、コロムビアゆりかご会
グレートブースターによる円盤撃破シーンに使用。

## 同時上映
| 作品名                              | 原作                     | （声の）出演                                             | 備考       |
| ----------------------------------- | ------------------------ | -------------------------------------------------------- | ---------- |
| ちびっ子レミと名犬カピより 家なき子 | エクトール・アンリ・マロ | 朝井ゆかり、フランキー堺、市原悦子                       | [ 注 9 ]   |
| 宇宙円盤大戦争                      | 永井豪                   | ささきいさお、小原乃梨子、内海賢二、松島みのり、久松保夫 | 劇場用新作 |
| 野生のエルザ                        | ジョイ・アダムソン       | ヴァージニア・マッケンブ、ビル・トラバース               | [ 注 10 ]  |
| 秘密戦隊ゴレンジャー                | 石ノ森章太郎             | 誠直也、宮内洋、畠山麦、小牧りさ、伊藤幸雄               |            |
| がんばれ!!ロボコン ゆかいな仲間     | 石ノ森章太郎             | 山本圭子、野田圭一、島田歌穂、大野しげひさ、加藤みどり   |            |
| 仮面ライダーストロンガー            | 石ノ森章太郎             | 荒木茂、岡田京子、小林昭二                               |            |

## 映像ソフト
- 1986年12月12日に東映ビデオから『劇場版マジンガーシリーズ 3』として『宇宙円盤大戦争』『UFOロボ グレンダイザー対グレートマジンガー』とのセットでVHSにて発売された。
- 1992年7月25日に東映ビデオから『劇場版グレートマジンガーシリーズ』として『グレートマジンガー対ゲッターロボ』とカップリングでレーザーディスクが発売される。
- 2002年5月21日に東映ビデオから『マジンガーZ対デビルマン』から『グレンダイザー ゲッターロボG グレートマジンガー 決戦! 大海獣』までを一括収録したDVD-BOX『マジンガー the MOVIE 永井豪スーパーロボットBOX』が発売された[19]。
- 2003年5月21日に同じく東映ビデオから発売されたDVD『マジンガー the MOVIE 2』に『グレートマジンガー対ゲッターロボ』『UFOロボ グレンダイザー対グレートマジンガー』『グレンダイザー ゲッターロボG グレートマジンガー 決戦! 大海獣』3作とのセットで収録された。
- 2012年10月21日発売のブルーレイ『マジンガー THE MOVIE　Blu-ray 1973〜1976』に収録。(新たに疑似5.1ch化した音声を併録。)
- 2013年12月6日発売のブルーレイ『マジンガー THE MOVIE　vol.2』に『宇宙円盤大戦争』『UFOロボ グレンダイザー対グレートマジンガー』『グレンダイザー ゲッターロボG グレートマジンガー 決戦! 大海獣』と併せて収録。(これは『マジンガー THE MOVIE　Blu-ray 1973〜1976』のBOXからDISC2を単巻でプライスダウン発売したもの[20]。)
- 2023年8月9日発売の『MAZINGER THE MOVIE 1973-1976 4Kリマスター版』[21][22]に収録された。

## コミカライズ
石川賢による執筆で講談社テレビマガジン1975年8月号増刊「人気まんが７大ヒーロー大行進ジャンボ号」に「グレート・マジンガー対ゲッターロボG 空中大激突!」のタイトルで掲載、当時は秋田書店刊サンデーコミックス『ゲッターロボG』第2巻に「グレートマジンガー対ゲッターロボ」のタイトルで収録された。後に大都社刊St COMICS『ゲッターロボ大決戦』に「グレート対ゲッターＧ・空中大撃突（“撃”の誤字は原文ママ）」のタイトルで復刻・再録されている。